# Campionato sudamericano di calcio a 5 Under-20
Il Campionato sudamericano di calcio a 5 Under-20 (in spagnolo Campeonato Sudamericano de Futsal Sub-20) è un torneo di calcio a 5 organizzato dalla CONMEBOL e riservato a selezioni nazionali sudamericane composte da giocatori di età inferiore o uguale a 20 anni. L'edizione edizione del 2013 fu giocata, tuttavia, da atleti di età inferiore o uguale a 21 anni.

## Edizioni
| Anno | Ospitante | Finale                                                   | Finale                                                   | Finale                                                   | Finale 3º posto                                          | Finale 3º posto                                          | Finale 3º posto                                          |
| Anno | Ospitante | Vincitore                                                | Risultato                                                | Secondo posto                                            | Terzo posto                                              | Risultato                                                | Quarto posto                                             |
| ---- | --------- | -------------------------------------------------------- | -------------------------------------------------------- | -------------------------------------------------------- | -------------------------------------------------------- | -------------------------------------------------------- | -------------------------------------------------------- |
| 2004 | Brasile   | Brasile                                                  | 5 - 1                                                    | Venezuela                                                | Uruguay                                                  | 5 - 2                                                    | Paraguay                                                 |
| 2006 | Venezuela | Brasile                                                  | 2 - 0                                                    | Argentina                                                | Venezuela                                                | 5 - 2                                                    | Uruguay                                                  |
| 2008 | Colombia  | Brasile                                                  | 5 - 1                                                    | Argentina                                                | Venezuela                                                | 3 - 3 (dts) 4 - 2 (dtr)                                  | Colombia                                                 |
| 2010 | Colombia  | Brasile                                                  | 4 - 2                                                    | Colombia                                                 | Argentina                                                | 3 - 1                                                    | Uruguay                                                  |
| 2013 | Venezuela | Brasile                                                  | 1 - 0                                                    | Colombia                                                 | Argentina                                                | 3 - 1                                                    | Cile                                                     |
| 2014 | Brasile   | Brasile                                                  | 1 - 1 (dts) 2 - 1 (dtr)                                  | Colombia                                                 | Argentina                                                | 9 - 5                                                    | Venezuela                                                |
| 2016 | Uruguay   | Argentina                                                | 2 - 1                                                    | Brasile                                                  | Venezuela                                                | 9 - 5                                                    | Uruguay                                                  |
| 2018 | Perù      | Brasile                                                  | 5 - 5 (dts) 2 - 0 (dtr)                                  | Argentina                                                | Paraguay                                                 | 5 - 2                                                    | Venezuela                                                |
| 2020 | Paraguay  | Cancellato a causa della pandemia di COVID-19 in America | Cancellato a causa della pandemia di COVID-19 in America | Cancellato a causa della pandemia di COVID-19 in America | Cancellato a causa della pandemia di COVID-19 in America | Cancellato a causa della pandemia di COVID-19 in America | Cancellato a causa della pandemia di COVID-19 in America |
| 2023 | Venezuela |                                                          |                                                          |                                                          |                                                          |                                                          |                                                          |

## Vittorie
| Titoli | Squadra   | Anni                                     |
| ------ | --------- | ---------------------------------------- |
| 7      | Brasile   | 2004, 2006, 2008, 2010, 2013, 2014, 2018 |
| 1      | Argentina | 2016                                     |